# Krishnan Srinivasan
Krishnan Srinivasan es un diplomático, indio retirado.
- En mayo de 1959 entró al Indian Foreign Service.
- En 1970 fue primer secretario de embajada y Encargado de negocios en Trípoli.
- De 1974 a 1977 fue Alto Comisionado en Lusaka (Zambia) con comisión en Gaborone (Botsuana).
- De 1980 a 1983 fue Alto Comisionado en Lagos (Nigeria) con comisión en Porto Novo (Benín) y Yaundé (Camerún).
- De 1986 a febrero de 1989 fue embajador en La Haya.
- De febrero de 1989 a marzo de 1992 fue Alto Comisionado en Daca.
- De 01 de febrero de 1994 a 28 de febrero de 1995 fue Foreign Secretary (India).
- De 28 de febrero de 1995 a 2002 fue Commonwealth Deputy Secretary-General#Political Affairs.[1]

### No ficción
- Tricks of the Trade (2000).
- The Rise, Decline and Future of the British Commonwealth.  Hardback (2005).  Paperback (2008).
- The Jamdani Revolution; Politics, Personalities and Civil Society in Bangladesh (2007).
- Towards the New Horizon: World Order in the 21st Century (2009)
- Diplomatic Channels (2012)
- Europe in Emerging Asia (2015)
- Old Europe, New Asia (2015)

### Ficción
- The Eccentric Effect (2001).
- The Ugly Ambassador (2003).
- Guesswork (2005).
- The Invisible African (2012)

### Periódica
- Con regularidad es columnista y escribe reseñas de libros sobre asuntos internacionales para el The Telegraph (Calcutta)  y el en:The Statesman.